# Православие на Кипре
Православие на Кипре — доминирующая христианская деноминация в Республике Кипр.
Кипрская православная церковь имеет статус квази-государственного учреждения и играет заметную роль в общественно-политической жизни страны; предстоятель Кипрской Церкви — Архиепископ Новой Юстинианы и всего Кипра. Помимо храмов (более 500), имеющихся почти в каждой деревне, церковь обладает на Кипре 9 монастырями, которым принадлежат значительные и наиболее плодородные земли острова, имеющие круглогодичное искусственное орошение, и другая крупная собственность.
Около 1 % населения принадлежит к старостильному движению в православии. Существующая Автокефальная Истинно-православная церковь Кипра возглавляется митрополитом Китийским и экзархом всея Кипра Парфением (Команеску).
Действует приход Русской православной церкви, имеющий намерение построить собственный храм.